# Gare de Berhoum
La gare de Berhoum est une gare ferroviaire algérienne située sur le territoire de la commune de Berhoum, dans la wilaya de M'Sila.

## Situation ferroviaire
Établie à une altitude de 597 m, la gare est située au point kilométrique (PK) 103 de la  ligne de Aïn Touta à M'Sila où elle est précédée de la gare de Magra et suivie de celle de Ouled Derradj.
| \| M'Sila Medjez Aïn El Hadjel Ouled Derradj Magra Berhoum \| Localisation de la gare de Berhoum dans la wilaya de M'Sila. |
| M'Sila Medjez Aïn El Hadjel Ouled Derradj Magra Berhoum                                                                    |

## Service des voyageurs

### Desserte
En 2023, la gare n'est pas desservie par les trains de la Société nationale des transports ferroviaires.